# Кайнарбаев, Арыстан Сайлаубаевич
Арыстан Сайлаубаевич Кайнарбаев (1 июля 1939, город Алма-Ата) — архитектор, заслуженный архитектор КазССР (1978).

## Биография
Во время ВОВ в 1941 году был эвакуирован в Алма-Ату с детьми оставшимися без родителей. Усыновлен Камарией и Сайлаубаем Кайнарбаевыми.
- После 7-го класса поступил в художественное училище.
- В 1967 году окончил Московское высшее художественно-промышленное училище[2] (курс Л. М. Полякова и А. И. Зайцева), отделение «Проектирование интерьера, выставок и рекламы».
- С 1967 года главный архитектор Алматинского государственного проектного института города «Алматыгипрогор».
- С 1989 года руководил коллективом творческо-производственного объединения «Архитектурный фонд» при Союзе архитекторов Казахстана[2].
- После распада СССР живёт в подмосковном городе Чехов.

## Проекты
По проектам архитектора в Алматы построены здания:
- Высокогорный спорткомплекс Медео (1972; совместно с В. З. Кацевым). Госпремия СССР.
- Цирк Казахской ССР (1972; совместно с В. З. Кацевым и С. В. Кохановичем).
- Казахский государственный академический драматический театр (1980; совместно с О. Ж. О. Ж. Баймырзаевым и М. Ф. Жаксылыковым). Госпремия Казахской ССР[2].
- Памятник М. Ауэзову (1980; скульптор Е. А. Сергебаев).
- Универсальный спортивно-зрелищный комплекс, его зал на 10500 мест был рассчитан на проведение различных соревнований, заливку катка для хоккейных матчей и фигурного катания, организацию масштабных концертов. Здание располагалось на пересечении пр. Достык и ул. Жолдасбекова (совместно с М. Ф. Жаксылыковым). Сооружение комплекса имело уникальную конструкцию — вантовая крыша крепилась к четырём опорам, не создавая нагрузки на здание. Был полностью возведён в середине 1980-х годов, на стадии окончательной внутренней отделки и оснащения все работы были заморожены. В 2006 году здание комплекса было снесёно под строительство торгово-развлекательного центра «Достык Плаза»[источник не указан 2103 дня].

## Награды
- Государственная премия СССР (1975)
- Лауреат Государственной премии Казахской ССР (1982).